# Zacayucan
Zacayucan är en ort i Mexiko.   Den ligger i kommunen Ajalpan och delstaten Puebla, i den sydöstra delen av landet, 240 km sydost om huvudstaden Mexico City. Zacayucan ligger 2 513 meter över havet och antalet invånare är 196.
Terrängen runt Zacayucan är kuperad åt nordost, men åt sydväst är den bergig. Runt Zacayucan är det ganska tätbefolkat, med 116 invånare per kvadratkilometer. Närmaste större samhälle är Coxcatlán, 18,9 km sydväst om Zacayucan. Omgivningarna runt Zacayucan är en mosaik av jordbruksmark och naturlig växtlighet.